# ونانتینو ونانتینی
ونانتینو ونانتینی (ایتالیایی: Venantino Venantini؛ زادهٔ ۱۷ آوریل ۱۹۳۰) بازیگر اهل کشور ایتالیا است. وی از سال ۱۹۵۴ میلادی تاکنون در بیش از ۱۴۰ فیلم، بازی کرده‌است.

## گزیدهٔ نقش‌آفرینی‌ها
- یک روز در دادگاه (۱۹۵۴)
- آنتسیو (۱۹۶۸)
- لیبرتین (۱۹۶۸)
- همسر کشیش (۱۹۷۱)
- جنازه مو سرخ (۱۹۷۲)
- قصه‌های ممنوعه… دربارهٔ برهنگی (۱۹۷۲)
- شماره یک (۱۹۷۳)
- التهاب در حومه شهر (۱۹۷۵)
- امانوئل ۲ (۱۹۷۵)
- امانوئل سیاه (۱۹۷۵)
- امانوئل در بانکوک (۱۹۷۶)
- امانوئل و تجارت برده سفید (۱۹۷۸)
- نبرد ربات‌ها (۱۹۷۸)
- یورش بزرگ (۱۹۷۸)
- قفسی برای دیوانگان (۱۹۷۸)
- رو به جلو… حرکت! (۱۹۷۹)
- سکس عمیق (۱۹۸۰)
- هیولا در فضا (۱۹۸۰)
- تراس (۱۹۸۰)
- سکس و لذت (۱۹۸۲)
- ماجراهای هرکول (۱۹۸۵)
- علاءالدین (۱۹۸۶)
- هوس (۱۹۸۷)
- فصلی از زندگی بزرگان (۱۹۹۰)
- شام (۱۹۹۸)
- یک به‌علاوه یک (۲۰۱۵)